# Dazzling Girl
「Dazzling Girl」是韓國的男子團體SHINee的第5张日語单曲。2012年10月10日由EMI发售。

## 概要
- 「Dazzling Girl」是SHINee第一首原創日語單曲。
- 此單曲有3個版本，分別有「初回生産限定盤A」、「初回生産限定盤B」和「通常盤」。「初回生産限定盤A」收錄了「Dazzling Girl」的PV和Making
- 「初回生産限定盤B」收錄了B-side曲「Bodyguard [Rearranged]」，是SHINee 2009年三星Anycall的廣告歌曲「보디가드(BodyGuard)」的日語版本
- 在10月22日於公信榜单曲週排行榜取得第2位。

## 收錄内容

### CD （初回生産限定盤A）
1. Dazzling Girl
2. Run With Me

### CD （初回生産限定盤B）
1. Dazzling Girl
2. Run With Me
3. Bodyguard [Rearranged]

### CD （通常盤）
1. Dazzling Girl
2. Run With Me
3. Dazzling Girl（Instrumental）
4. Run With Me（Instrumental）

### DVD （初回生産限定盤A）
1. Dazzling Girl（PV）
2. Dazzling Girl（Jacket & Music Video Shooting Sketch）